# Anti-Atomkraft-Bewegung

Die Lachende Sonne der Anti-Atomkraft-Bewegung wird in vielen Ländern weltweit verwendet.

Anti-Atomkraft-Bewegung bezeichnet weltweite soziale Bewegungen und zivilgesellschaftliche Engagements, die sich für einen Atomausstieg und gegen die Nutzung der Kernenergie wenden.

## Europa

### Deutschland
Die in den 1950er Jahren herrschende Euphorie des Atomzeitalters spielte sich nach Joachim Radkau vor allem in der Publizistik ab, während sie in der breiten Bevölkerung nicht geteilt wurde. Bis in die 1970er Jahre musste sich deshalb die Anti-Atomkraft-Protestbewegung gegen die Medien behaupten; erst ab 1974 erhielt sie u. a. mit der Bauplatzbesetzung eines geplanten Atomkraftwerkes in Wyhl und dem Fokus auf die Risiken der Kernenergie einen Nachrichtenwert. Daraufhin schlug die allgemeine Stimmung in der Öffentlichkeit um, die Öffentlichkeit wurde zu einer kritischen Kraft, die mit der Gründung der Partei Die Grünen nicht rein außerparlamentarisch blieb. Zum ersten Mal überhaupt in der Geschichte wurde Technologiepolitik jahrelang parlamentarisch kontrovers diskutiert.
Radkau zufolge war die Anti-Atombewegung in Deutschland eine rationale Reaktion auf Sorgen, die aus einer Kombination vieler Beobachtungen und Informationen entstanden. Er verweist dabei auf Thesen eines Standardwerks zur Reaktortechnik aus den fünfziger Jahren, die später nur noch in der Anti-AKW-Literatur zu finden gewesen seien. Die anfängliche übertriebene Atomeuphorie der Zeit zuvor sei damals offen angesprochen worden, das mit der Kernenergie verbundene hohe Risiko ebenso. Radkau führt den Erfolg der Umwelt- und Anti-Atombewegung in Deutschland und den USA gegenüber deren geringen Anerkennung in Japan (vgl. Michiko Ishimure) weniger auf technische als auf gesellschaftliche Ursachen zurück.
Die Dynamik der deutschen und amerikanischen Umweltbewegung sei 1970 aus dem Wechselspiel zwischen administrativen Eliten, Initiativen aus der Wissenschaft und den Medien entstanden. Sie beruhte demnach auf einer breiten Basis von sich stärkenden Bürgern, Parlamenten und Institutionen und einer für Aufsteiger verhältnismäßig offenen Elite.
Erfolge der Antiatombewegung auf regionaler Ebene, etwa im südbadischen Wyhl den dort vorgesehenen Reaktorblock zu verhindern, seien in Deutschland viel leichter zu erringen gewesen als etwa im zentralistischen Frankreich.
Besonders wirkungsstark war die Protestbewegung deshalb, weil sowohl die Wirtschaftlichkeit der Kernenergie in Deutschland deutlich schlechter als auch der Bedarf an Atomstrom geringer war, als von vielen zuvor geglaubt.

### Frankreich

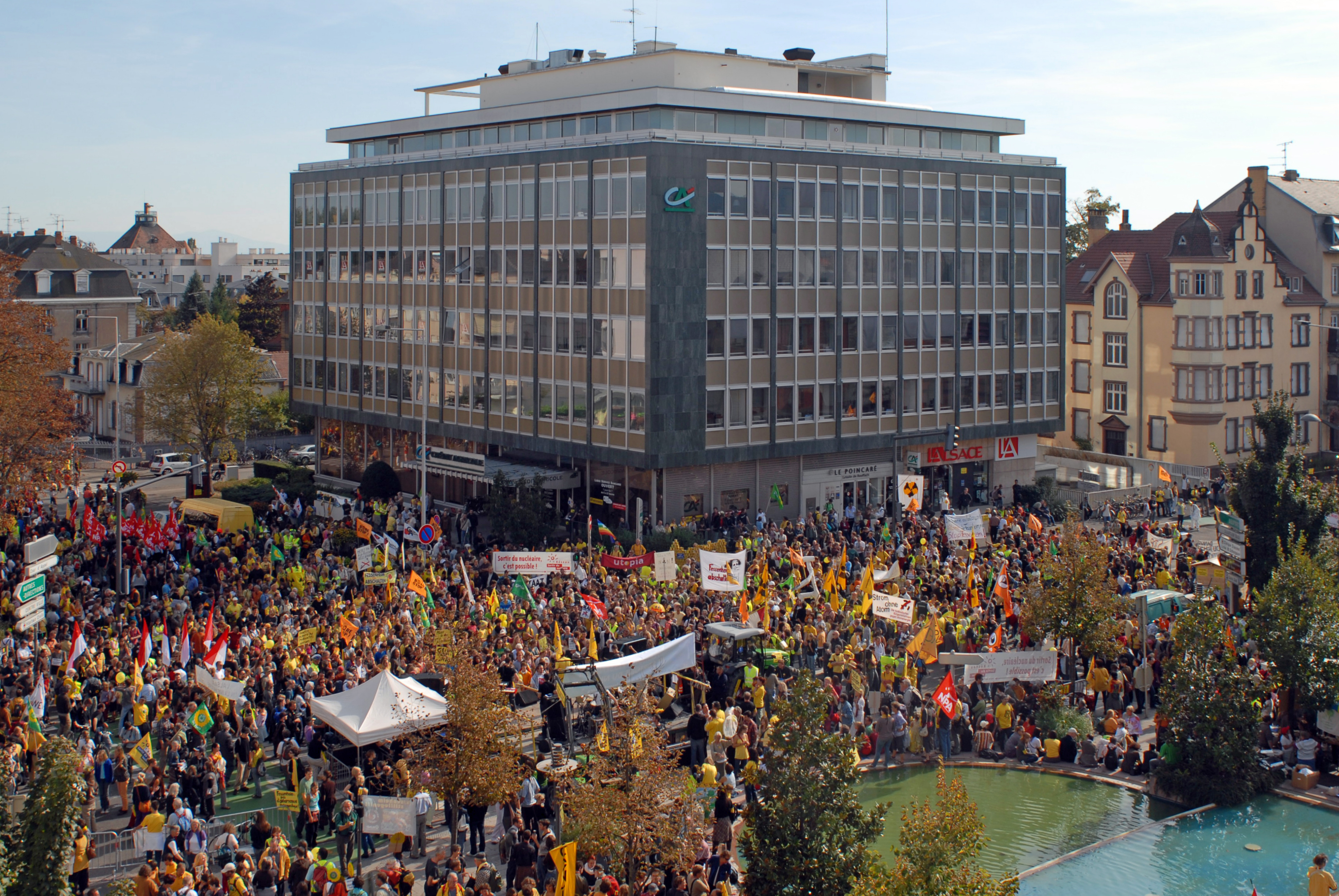
Anti-AKW-Demonstration in Colmar (2009)

In Frankreich erlebte die Anti-Atomkraft-Bewegung ihren Höhepunkt bereits in den 1970er Jahren. Die erste Demonstration gegen ein Kernkraftwerk fand am 12. April 1971 im elsässischen Fessenheim statt. Bis Mitte des Jahrzehnts verbündeten sich Atomkraftgegner aus Deutschland, Frankreich und der Schweiz, um gegen Kraftwerke bei Fessenheim, Wyhl und Kaiseraugst zu demonstrieren. Auch um den schnellen Brüter Superphénix formierte sich massiver Widerstand. Bei einer Demonstration in Malville mit 60.000 Teilnehmern kam es am 31. Juli 1977 zu erheblichen Ausschreitungen, bei denen ein Demonstrant ums Leben kam. Das Netzwerk Sortir du nucléaire gründete sich 1997 im Zusammenhang mit der Stilllegung des Superphénix.
Anders als in Deutschland gelang es der Anti-Atomkraft-Bewegung in Frankreich nicht, einen gesellschaftlichen Konsens gegen die Kernenergie in Frankreich herbeizuführen. Frankreich baute Atomkraft seit den 1970er Jahren systematisch zur wichtigsten Elektrizitätsquelle des Landes aus, die 2023 knapp zwei Drittel der französischen Stromproduktion ausmachte.

### Irland

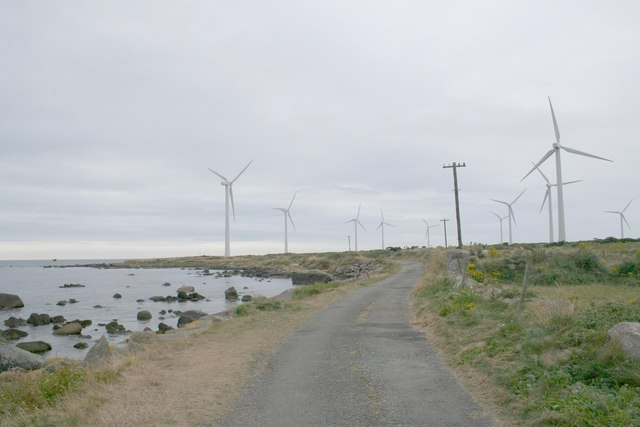
Carnsore Point: Dutzende Windräder der Windfarm Nethertown säumen die Küste.

Nach massiven Protesten der Bevölkerung in den 1970er-Jahren wurde die seit 1986 schon recht weit fortgeschrittene Planung für das Atomkraftwerk Carnsore Point im County Wexford und damit für die Etablierung einer nationalen Kernenergieerzeugung aufgegeben; dies gilt als Markstein für das Erstarken der Anti-Atomkraft-Bewegung weltweit.

### Niederlande
In den Niederlanden gab es bis Mitte der 1980er Jahre eine sehr starke Anti-AKW-Bewegung. Inzwischen existieren nur noch einige Gruppen wie Laka und Wise, die u. a. gegen die Kernenergie in den Niederlanden streiten. Viele große Natur- und Umweltschutzorganisationen (außer Greenpeace) haben ihre Anti-Atom-Arbeit eingestellt.

### Österreich

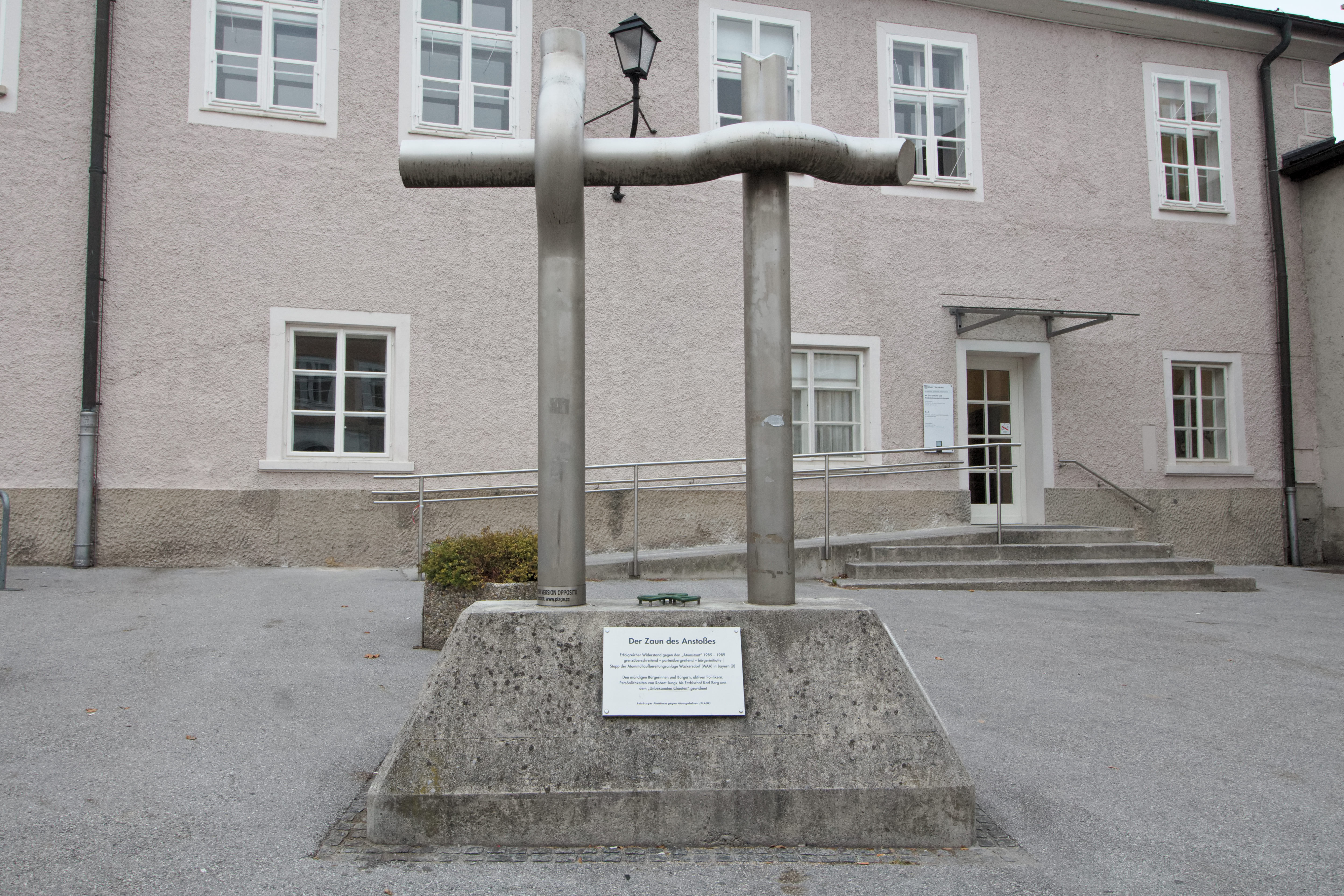
Zaun des Anstoßes / Wackersdorf-Widerstands-DenkMal / WAAhnMal

Parallel mit den Bauarbeiten am Kernkraftwerk Zwentendorf und dem Bekanntwerden der Auswahl von St. Valentin (beide in Niederösterreich) als Standort für ein zweites AKW und Vorarlberg für ein drittes wurde die Bürgerbewegung „Gegen die Inbetriebnahme von Zwentendorf“ stärker. Linke, Technikkritische, aufkeimende Gründenkende, Konservative, auch Mütter, Techniker, Atomwaffengegner und Künstler bildeten Gruppen, die sich in der „Initiative Österreichischer Atomkraftwerksgegner“ (IÖAG) vernetzten. Die IÖAG gab wiederholt ein Heft (A5 groß, mit blassgelbem Umschlag, geheftet) „Wie ist das mit den Atomkraftwerken wirklich?“ und die Zeitung „Initiativ“ zum Verkauf heraus. Flugblätter wurden überwiegend von den Gruppen der Aktivisten hergestellt. Auf der Straße wurde informiert und demonstriert, man trat auf Universitäten, vor Schulen und mittels eigener Veranstaltungen auf. Nützte Leserbriefe und meldete sich bei den Informationsveranstaltungen der Bundesregierung. Ab Sommer 1978 berichtete die Kronenzeitung über die Geschichte der Unfälle in AKW. Am 5. November 1978 ergab die lange geforderte Volksabstimmung über die Inbetriebnahme des AKW Zwentendorf 50,47 % Nein-Stimmen. Die Brennelemente, die schon ins Werk geliefert worden waren, wurden nicht mehr eingebaut, sondern das Werk nach einer Phase politischer Entscheidungsfindung teilweise rückgebaut und anderweitig verwendet. Die Bewegung war somit erfolgreich. 
Auch der Widerstand gegen die bayerische Wiederaufarbeitungsanlage Wackersdorf kam massiv aus Österreich. Nach dem Aus der Anlage wurde 2000 auf dem Mozartplatz (Salzburg) zur Erinnerung und Mahnung der Zaun des Anstoßes von der Salzburger Plattform gegen Atomgefahren errichtet.
Heute wendet sie sich die Anti-Atom-Bewegung hauptsächlich gegen AKW nahe Österreichs Grenzen.

### Portugal

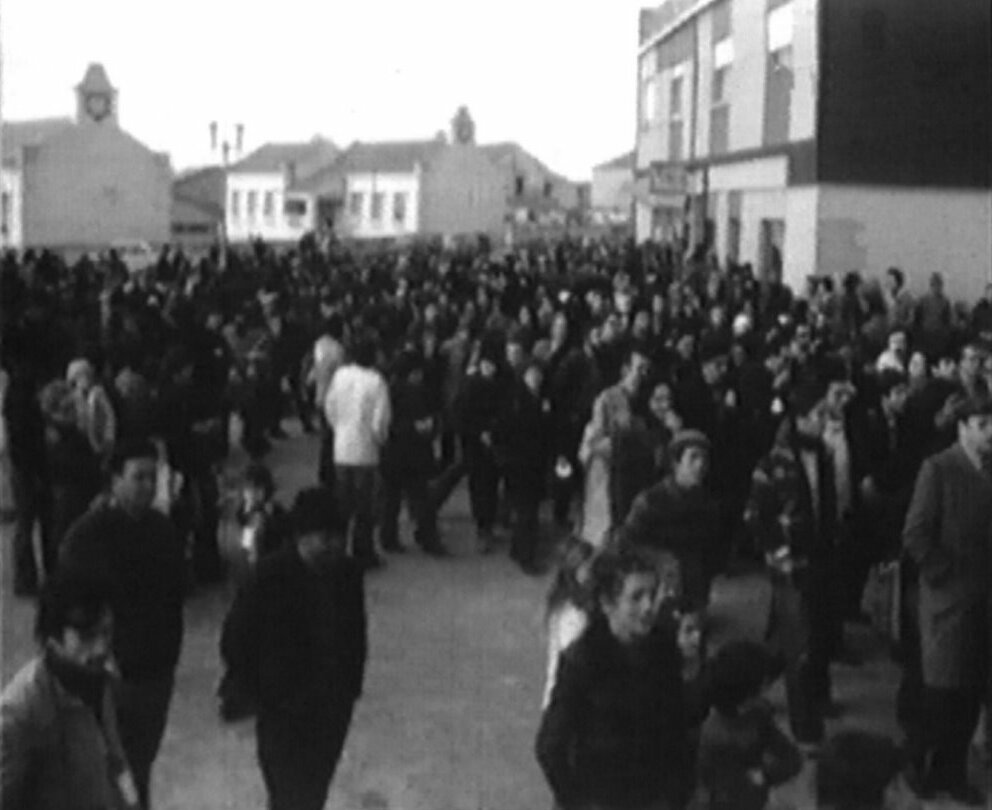
Demonstrationen in Ferrel 1976: die Proteste des Ortes gegen die Atomkraft gelten als ein wesentlicher Markstein zur portugiesischen Entscheidung gegen Atomkraft.

Nach der linksgerichteten Nelkenrevolution 1974 verfolgte das zur Demokratie zurückgekehrte Portugal Pläne zur Errichtung eines Atomkraftwerks in der Ortschaft Ferrel, heute bei Surfern beliebt. Nachdem 1976 erste Planungsschritte unternommen worden waren, demonstrierten am 15. März 1976 hier 1500 Menschen gegen das Vorhaben. Dies war der Auftakt für eine Reihe Proteste, mit großer Beteiligung engagierter Bevölkerungsteile und internationaler Aktivisten. Der bekannte Liedermacher Fausto behandelte in seinem Lied Rosalina von 1976 die Vorkommnisse, und am 20. und 21. Januar 1978 wurde in Ferrel und in Caldas da Rainha das Protest- und Musikfestival I. Festival Pela Vida Contra a Central Nuclear (Portugiesisch für: 1. Festival für das Leben und gegen das Atomkraftwerk) veranstaltet. Die Proteste von Ferrel wurden landesweit bekannt und stehen bis heute als ein Symbol für den Anfang der späteren portugiesischen Energiepolitik: Portugal entschloss sich 1982 endgültig gegen Atomkraft und wandte sich langsam, später verstärkt den Erneuerbaren Energien zu (siehe auch Energiewende in Portugal).

### Schweiz
Zu europaweiter Bekanntheit führte 1975 in der Schweiz die monatelange Besetzung des Baugeländes des Kernkraftwerk Kaiseraugst (vgl. Kernenergie in der Schweiz); am Spitzentag der Besetzung waren es rund 16.000 Personen. Für nationales Aufsehen sorgte 2011 die mehrmonatige Besetzung des Viktoriaplatzes in Bern, um die Stilllegung des Kernkraftwerks Mühleberg zu fordern.

## Amerika
Vereinigte Staaten

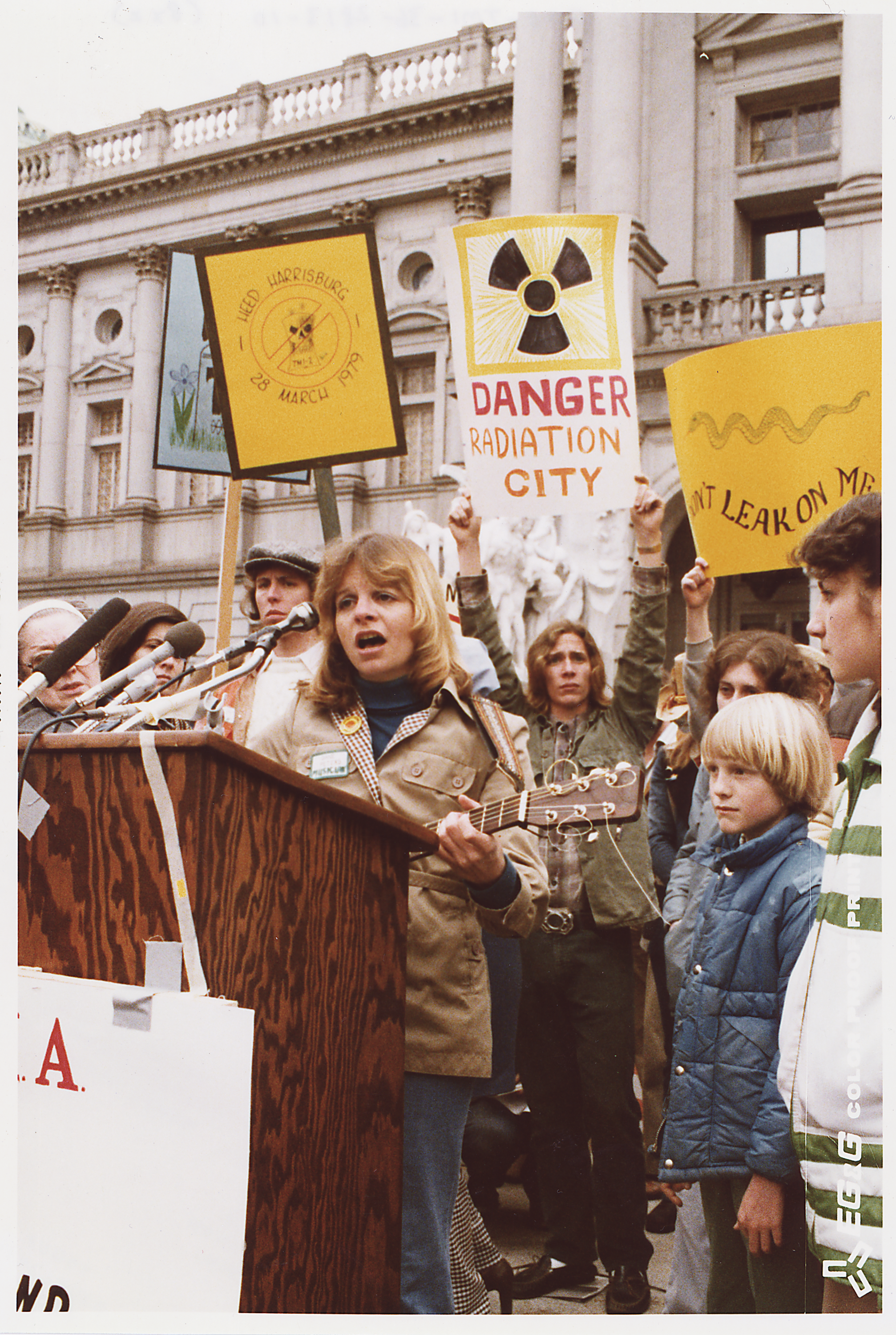
Demonstration in Harrisburg (USA) am 4. September 1979

Die Anti-Atomkraft-Bewegung in den Vereinigten Staaten (USA) ist Teil einer Protest-Bewegung von rund 80 Gruppen, die sich zunächst vor allem gegen die Herstellung und Verwendung nuklearer Waffen wandten. Hinsichtlich ihrer Opposition gegen die militärische Verwendung der Atomkraft haben diese Gruppen eine lange Tradition. Die Bewegung erreichte ihren Höhepunkt in den 1970er und 1980er Jahren, unter anderem ausgelöst durch den Unfall im Kernkraftwerk Three Mile Island, südlich von Harrisburg (Pennsylvania) im März 1979.
Zu den international bekanntesten Persönlichkeiten in der Bewegung gehören John Gofman, Amory Lovins und Linus Pauling.

## Asien

### Indien
Ab März 2012 kam es zu Protesten gegen das Kernkraftwerk Kudankulam. Im August fand die erste öffentliche Anhörung zum Atomprogramm statt, während zugleich die Demonstrationen zunahmen, wobei sich schließlich rund 25.000 Menschen an der Südküste versammelten. Dies verzögerte den Ausbau erheblich.

### Japan
In Japan hat sich nach der Dreifachkatastrophe 2011 mit Erdbeben, Tsunami und in der Folge davon mit dem Triple-Meltdown im Atomkraftwerk Fukushima Daiichi eine breite Anti-Atomkraft-Bewegung etabliert. Im Sommer 2012 kamen bei regelmäßigen Demonstrationen vor dem Amtssitz des japanischen Ministerpräsidenten in Tokyo aus Protest gegen die geplante Wiederinbetriebnahme des Atomkraftwerks Ôi bis zu 200.000 Teilnehmende zusammen. Auch nach dem Abflauen der Teilnehmerzahlen gibt es nach wie vor in Tokio und überall im Land regelmäßige Proteste gegen die Wiederinbetriebnahme oder den geplanten Neubau von Atomkraftwerken. Aktuelle japanologische Forschung zum Thema der Post-„Fukushima“-Proteste zeigt außerdem, dass viele der heute gegen Atomkraft sich engagierenden Aktivisten, Journalisten oder Wissenschaftler bereits seit Jahrzehnten aktiv sind, weitgehend unbemerkt von Mainstream-Medien in Japan, aber auch im Ausland, und weitgehend unbeachtet auch von der wissenschaftlichen Forschung. An den Universitäten Leipzig und Frankfurt/Main setzte 2011 eine intensive Forschungstätigkeit zur Atomkraftproblematik aus unterschiedlichen Perspektiven ein. Mehrere Publikationen geben neben der Website der „Textinitiative Fukushima“ Auskunft über die Forschungsaktivitäten.

## Australien und Ozeanien
Die Nuklearwaffentests, der Uranbergbau und -export sowie Zwischenfälle bei der Nutzung von Kernenergie waren Gegenstand öffentlicher Debatten in Australien. Die Wurzeln der Bewegung liegen auch in der Auseinandersetzung über die französischen Kernwaffentests im Pazifik. Australien betreibt bis heute Atomreaktoren nur zu Forschungszwecken und baute bislang keine Atomwaffen. Australien hat bedeutende Uranvorkommen. Der letzte gescheiterte Versuch, ein Kernkraftwerk – das Kernkraftwerk Jervis Bay – zu bauen, fand im Jahr 1970 statt. Die regierende Australian Labor Party (ALP) von Julia Gillard war gegen den Bau von Atomwaffen und für den Bau einer vierten Uranmine, den die Nationalkonferenz der ALP von 2009 beschloss.